# Joan Dotras i Vila
Joan Dotras i Vila (Barcelona, 4 de novembre del 1900 – Canet de Mar, 15 de juliol del 1978) va ser un compositor, músic i pedagog català.

## Biografia
Estudià al Conservatori Municipal de Música de Barcelona, on va rebre classes dels mestres Pellicer (piano), Millet (solfeig) i Soler (harmonia i composició).
La seva primera obra d'èxit fou la sarsuela Kosmópolis, estrenada el 3 de maig del 1928 al Teatro Olimpia de Barcelona. Seria en plena Guerra civil espanyola, però, que escriuria la seva sarsuela més coneguda, Romanza húngara, amb lletra de Víctor Mora. L'estrena tingué lloc al Teatre Novedades de Barcelona, el 19 de febrer del 1937, amb el gran baríton Marcos Redondo com a protagonista.
El 2 de juliol del 1937 es constituí el Comité de Producció Cinematogràfica del Sindicat de l'Espectacle de la CNT; en Joan Dotras havia posat música a dos documentals de la FAI: un sobre la Columna los Aguiluchos i l'altre sobre el Movimiento Revolucionario en Barcelona, en els quals figura com a Director Musical. En acabar la guerra hauria de pagar-ne la factura posant música a pel·lícules feixistes. També va passar un mes a la presó per una denúncia anònima, però sense més conseqüències.
Entre el 1939 i el 1942 va estrenar tres peces més, a mig camí entre la sarsuela i l'opereta i el 1952 va presentar al Teatro Principal de Donostia la que seria la seva darrera sarsuela, Aquella canción antigua. El 1954 va fer la música per a la pel·lícula Once pares de botas, de Francesc Rovira i Beleta. En els primers anys 60 estrenà la suite per a piano Tres piezas españolas. Al llarg de la seva vida compongué gran varietat d'obres: sarsueles, música per a revista, cançons, sardanes i música per a pel·lícules.
Havia estat nomenat catedràtic de piano de l'Escola Municipal de Música de Barcelona el 1942 i n'esdevingué sots-director el 1967. També va exercir de secretari del Montepío de Maestros Directores y Concertadores de Barcelona.
A banda de les seves tasques com a compositor i professor de música, Dotras Vila també exercí de director d'orquestra: el 1929, la seva Orquestra Dotras Vila acompanyava pel·lícules mudes en els cinemes Tívoli i Kursaal de Barcelona, i tocava el piano i l'orgue.

## Obres
- Baixant de la Font del Gat: one-step, adaptació de la sardana
- Blue Star: waltz
- Fox-trot ibérico (ca. 1920), citat com a "éxito mundial, creación de [la bailarina] Tórtola Valencia"
- Guerrita el cantaor: paso doble flamenco con fandanguillo (1930?)
- Himne a la Preciosíssima Sang de Nostre Senyor Jesucrist. lletra de Manuel Bertran i Oriola
- Ibérico: fox-trot (ca. 1930)
- Java de Pierrette (1930)
- Jeferson City: charleston (1929?)
- Moltfort's: Spanish one-step (1929), dedicat a l'empresa del mateix nom[4]
- Mujeres y diosas (1956), espectacle de revista. La música apareixeria a la pel·lícula Pleito de sangre,[5] de Ricard Gascón
- ¡Oh, divine lady!: waltz (1930)
- Parador de los gitanos (1961), per a orquestra simfònica
- Pericón del Xingú (ca. 1920)
- Raza gitana: pasodoble gitano
- Tres piezas españolas (1963), suite per a piano
  - Vieja seguidilla
  - Arcos de la Frontera
  - Añoranza bucólica

### Sarsueles, operetes i revistes
- Aquella canción antigua (1952), llibret de Federico Romero.
- Barcelona gran ciudad (1944), opereta, lletra de José Andrés de Prada Delgado i Salvador Bonavia
- Kosmópolis: zarzuela en forma de magazine musical circense (1928), coescrita amb "Demón" (Llorenç Torres Nin), lletra de J.Amich Bert, Amichatis.
- El caballero del amor (1939), llibret de José Andrés de Prada
- El ramo de la Fuensanta (1938), opereta
- La chica del topolino (1941), llibret de Pere Llabrés i José María López de Lerena
- La embajada en peligro: opereta en tres actos (ca. 1930), amb llibret d'Ángel León Sanz (conté el vals Nunca la olvidaré)
- Mambrú se va a la guerra (1945), opereta amb lletra de Federico Romero i Guillermo Fernández Shaw
- Paralelo a la vista (1944?), espectacle de revista amb lletra de Salvador Bonavia (conté la sardana La pastora de Núria i Marieta de l'ull viu, adaptació de la sardana Baixant de la Font del Gat)
- Romanza húngara: poema lírico en tres actos (1937), amb llibret de Víctor Mora i Alzinelles
- Verónica (1942, amb llibret d'A.Rubio i G.Piris
- Y en Montserrat se casarán: sainete lírico de costumbres en tres actos, llibret de Salvador Bonavia i José Andrés de Prada

### Cançons
- Adéu clavell morenet, lletra de Salvador Bonavia
- Cadena (ca. 1930)
- Como el aire (1951)
- Cuatro luceros: canción andaluza (1951), lletra de Francisco Naranjo Caldera, composta per a la pel·lícula Luna de sangre
- Flor y luz: canción andaluza, lletra de Pedro Puche
- José Fuentes (1964), pas-doble amb lletra d'Antoni Llull Alanis
- Morena es ella, lletra de Pedro Puche
- Mujer (ca. 1930)
- Non-non, cançó de bressol amb lletra de Joan Oriol i Bosch
- Pandereta: pasodoble (ca. 1929), lletra de Pedro Puche
- Paso al amor: one-step (1927), lletra de Pedro Puche
- El pregonero: danzón (ca. 1935), lletra de G. Alcázar (Gerard Coll i Jarque)
- La romàntica (ca. 1930), lletra de Joan Oriol i Bosch

### Sardanes
- Aplec de Pedracastell
- Barcelona, sempre avant (1949), amb lletra d'Esteve Calzada, dedicada al Futbol Club Barcelona
- Donzelleta catalana, lletra de Joaquim Arnal i Arana
- Fent rotllo
- Joventut
- Mimoser florit, lletra de Maria del Carme Nicolau
- La pastora de Núria (1944?), amb lletra de Salvador Bonavia
- Rosalia encisadora (1961), lletra de Jaume Torrents i Gutiérrez de Pando
- Tristor en forma de joia

### Música per a pel·lícules
- El paraíso recobrado, o el Edén de los naturistas (1935), dirigida per Xavier Güell
- Aguiluchos de la F.A.I. por tierras de Aragón: estampas de la revolución antifascista (1936)
- Aguiluchos de la F.A.I. por tierras de Aragón: número 2 (1936)
- Reportaje del Movimiento Revolucionario en Barcelona (1936)
- Barrios bajos (1937), dirigida per Pedro Puche
- Bohemios (1937), dirigida per Francisco Elías, adaptació de la sarsuela d'Amadeu Vives
- Manolenka (1939), dirigida per Pedro Puche
- No quiero... no quiero (1940), dirigida per Francesc Elías
- Salomé (1940), dirigida per Feliciano Catalán
- Doce horas de vida (1949), dirigida per Francesc Rovira
- El final de una leyenda (1950), dirigida per Ricard Gascón
- La honradez de una cerradura (1950), dirigida per Luis Escobar, que concursà al Festival de Canes del 1951
- Catalina de Inglaterra (1951), dirigida per Arturo Ruiz Castillo
- Luna de sangre (1952), dirigida per Francesc Rovira
- Elena (1954), dirigida per Jesús Pascual
- Once pares de botas (1954), dirigida per Francesc Rovira
- Las manos sucias (La morte ha viaggiato con me) (1957), dirigida per José Antonio de la Loma